# 451 a.C.

## Eventos
- Ápio Cláudio Crasso Inregilense Sabino e Tito Genúcio Augurino, cônsules romanos.
- Instituição do Primeiro Decenvirato em Roma, com a extinção de todos os cargos da magistratura romana e a indicação dos dois cônsules como membros no primeiro ano. Foram decênviros para este ano, além dos cônsules:
  - Aulo Mânlio Vulsão
  - Sérvio Sulpício Camerino Cornuto
  - Tito Vetúrio Crasso Cicurino
  - Públio Curiácio Fisto Trigêmino
  - Públio Séstio Capitolino
  - Tito Romílio Roco Vaticano
  - Caio Júlio Julo
  - Espúrio Postúmio Albo Regilense